# Närbild (TV-program)
Närbild är en talkshow i Sveriges Television, som hade premiär 31 oktober 2007, med Fredrik Sahlin som programledare (tidigare i Filmkrönikan). 
Varje program består av en intervju med en gäst, som alltid är en skådespelare. Mellan studioinslagen visas klipp ur skådespelarens filmkarriär.

## Gäster

### Första säsongen
- Michael Nyqvist (31 oktober 2007)
- Helena Bergström (14 november 2007)
- Gösta Ekman (14 november 2007)
- Mikael Persbrandt (21 november 2007)
- Lena Endre (28 november 2007)
- Sven Wollter  (5 december 2007)
- Harriet Andersson (12 december 2007)
- Jonas Karlsson  (19 december 2007)
- Stellan Skarsgård (28 december 2007)

### Andra säsongen
- Sven-Bertil Taube (19 augusti 2008)
- Marie Richardson (26 augusti 2008)
- Kjell Bergqvist (2 september 2008)
- Amanda Ooms (9 september 2008)
- Bibi Andersson (16 september 2008)
- Gustaf Skarsgård (23 september 2008)
- Eva Röse (30 september 2008)
- Pernilla August (7 oktober 2008)
- Maria Lundqvist (14 oktober 2008)
- Rolf Lassgård (21 oktober 2008)